# Pardo brasileño
Pardo brasileño es un término usado por el Instituto Brasileño de Geografía y Estadística (IBGE) para establecer uno de los cinco grupos de «color» que componen la población brasileña, junto con blanco, negro, indígenas y asiáticos. Significa o sería sinónimo de persona de raza mixta.
En el sentido concreto y estricto la palabra pardo se utiliza para referirse a los brasileños con ascendencias étnicas variadas. El manual del IBGE define el significado atribuido al término como personas con una mezcla de color de piel, sea este mestizaje mulato (descendientes de blanco y negro), caboclo (blancos y descendientes amerindios), cafuzo (descendientes negros e India) o mixta.
Históricamente, pardo fue utilizado como un sinónimo de un sistema de castas utilizadas en la colonización española de América entre los siglos XVI y XVIII. El término se utiliza más en pequeñas áreas de la América española, que tenía su economía basada en la esclavitud durante la época colonial.
De acuerdo con la Pesquisa Nacional por Amostra de Domicílios (PNAD) 2006, los pardos comprenden 79,782,000 personas, o el 42.6% de la población de Brasil. En 2009, sin embargo, el IBGE identificó que 84 millones de brasileños se declararon pardos, lo que hace que este grupo racial sea el segundo componente más grande de la población brasileña, detrás del blanco. Además, el porcentaje de pardos es el que más crece en la población brasileña. En 2000, por ejemplo, únicamente el 38.4% de los brasileños se auto declaraban pardos,  mientras que en el 2006 el índice se elevó a 42.6% y en el 2009 al 44.2% de la población total. Los estudios genéticos actuales revelan que los pardos tienen ascendencias europeas, indígenas y africanas, variando las proporciones según el individuo y la región.

## Definición

### Origen

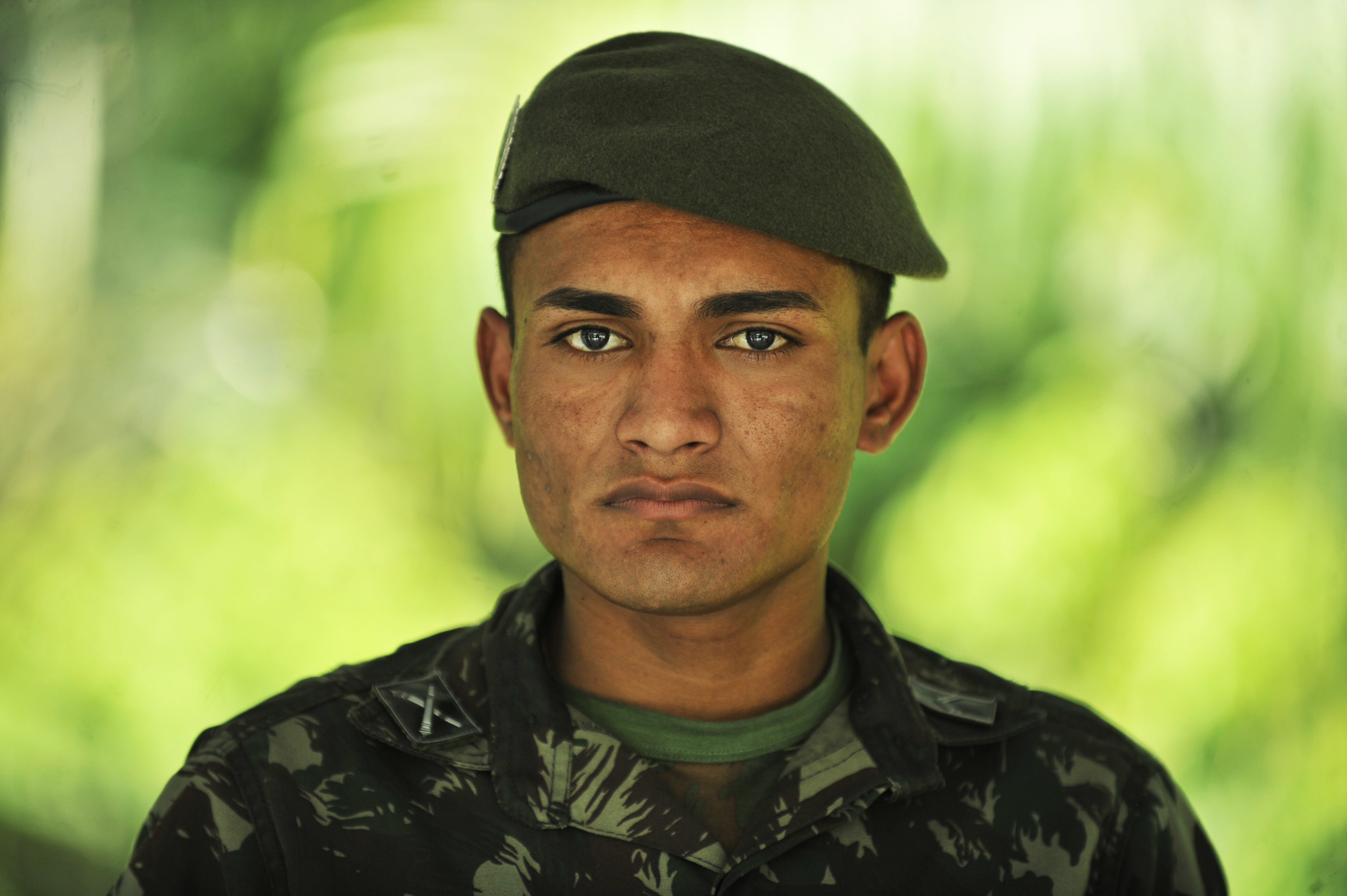
Miembro de las Fuerzas Armadas de Brasil.

El término pardo se utiliza en el país latino desde la colonización de Brasil. Aunque algunas personas asocian el término de una estirpe necesariamente "mezclada", los investigadores muestran un escenario diferente. En la famosa carta de Pêro Vaz de Caminha, los indios fueron llamados pardos «.. Pardos, desnudos, sin nada para cubrir sus vergüenzas. Trajeron arcos en sus manos, y sus flechas Todos ellos llegaron rígidamente hacia el bote».

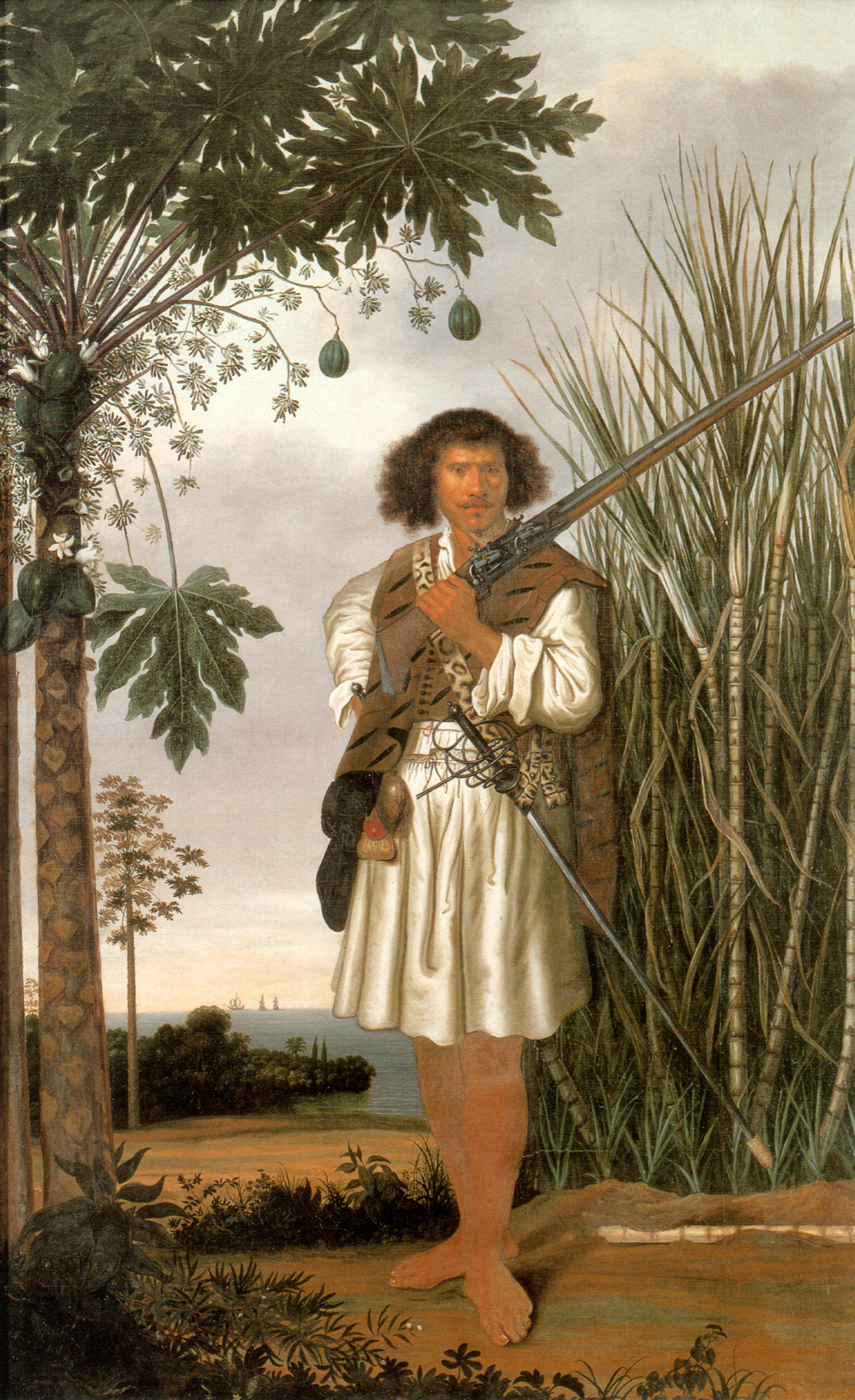
Mulato, por Albert Eckhout.

El empleo histórico de la palabra pardo no siempre significó únicamente mulato. Basta una lectura atenta de los testamentos y documentos del período colonial. Diogo de Vasconcelos, conocido historiador de la minería, según informa el caso de Andresa de Castilhos, de acuerdo a la información contenida en un testamento del siglo XVIII: «declaro que Andresa de Castilhos, mujer parda que me ha asistido desde hace muchos años, de quien tuve tres hijas, es [...] por ser esta mujer una parte descendiente de gentil de la tierra [...] Declaro que la dicha Andrea de Castilhos es hija de hombre blanco y de mujer neófita».
La historiadora Maria Leonia Chaves de Resende, da varios ejemplos para el empleo de la palabra pardo en cuanto a personas de origen indígena en Minas Gerais: un Manoel, hijo natural de Ana carijó, fue bautizado como pardo; en la Campanha dice que ha encontrado varios registros donde los indios se clasificaron como pardos; por ejemplo, que los indios João Ferreira, Joana Rodrigues, y Andreza Pedrosa fueron clasificados como pardos forros; un Damaso se declaró pardo forro del gentil de la tierra. Informa así, por lo que los términos de mestizo y pardo habrían sido utilizados para describir incluso los propios indios. Alude además, que «el crecimiento del segmento pardo en la población a finales del siglo XVIII y principios del siglo XIX no se refería exclusivamente a descendientes de esclavos africanos, sino que también incluía indios y sus descendientes, en especial carijós y, bastardos, que fueron clasificados en la condición de pardos».
La historiadora Hebe Mattos muestra que la categoría pardo, típica del final del período colonial, tiene un significado mucho más amplio que mulato o mestizo. Con el crecimiento de una población libre de ascendencia africana, el término se amplió su significado. La categoría de "pardo libre" pasó a englobar a esa creciente población de origen africano, no necesariamente mestiza, pero ya disociada de la esclavitud por algunas generaciones, para la cual los términos criollo o negro, que remitían directamente a la esclavitud o a la reciente manumisión, ya no eran pertinentes.

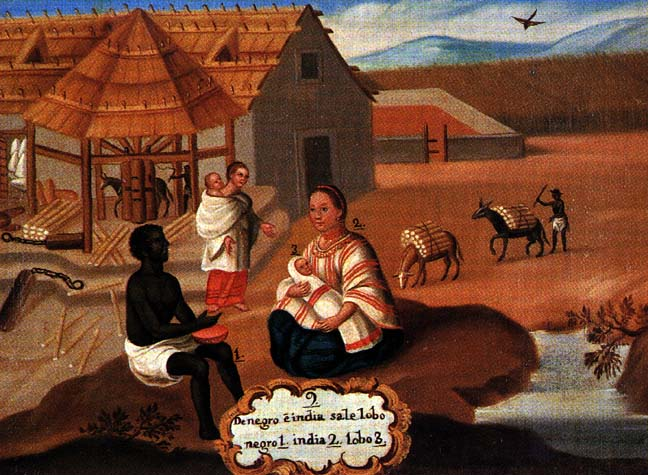
Representación de un niño cafuzo en pintura de crianza, el Virreinato de Nueva España en el.

Por lo tanto, el término pardo también remite a una ascendencia africana, mestiza o no, que remarcaba una diferenciación social entre el grupo cuyos ancestros ya se habían liberado de la esclavitud hacía algunas generaciones y el grupo de esclavos o liberados recién salidos del cautiverio, para los cuales los términos "criollo" o "negro" eran más empleados. Al mismo tiempo, reflejaba la discriminación con respecto a la población blanca. Así, jerarquía y posición social influían en el color de piel de la persona, siendo estos elementos fluidos y dependiendo de las circunstancias sociales, siendo negociada y reactualizada.
Los ejemplos de personas que cambiaban de color, no faltan en la historiografía brasileña. El historiador Roberto Ferreira Guedes, en su tesis de doctorado, ilustra este fenómeno con algunos casos de parejas que viven en Porto Feliz. En el censo de 1803, Alexandre de Madureira y su esposa Inácia María fueron clasificados como negros pero, en 1808, fueron identificados como pardos. En el año 1818 y en el año 1818, el matrimonio Antonio Gonçalves y Constantina Maciel, clasificado como pardo en 1803, 1808 y 1813, se convirtió en blanco en 1818.
En ninguna parte como en la América portuguesa la calificación fenotipo ha sido tan influida por diferentes variables. No eran únicamente el color, el pelo y las constituciones físicas y faciales que determinaban el color de un individuo. Además, el estatus social, la economía e incluso el color del observador y lo observado, así como el tiempo y la región, tuvo una influencia decisiva. Así, un individuo podía «ennegrecer», «blanquear» o «empardecer» de un contexto a otro. Normalmente, la pobreza «oscurecía» al individuo, y la riqueza lo «blanqueaba».

### El censo brasileño

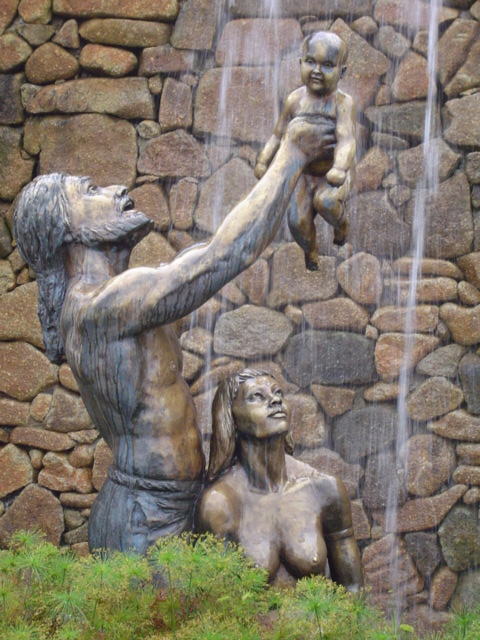
Nacimiento de un caboclo representado en el Monumento a los Bandeirantes, en Santana de Parnaíba, São Paulo.

Se utilizó la categoría de pardo en el primer censo brasileño de 1872. En 1890, fue reemplazado con el término mestizo, pero se insertó de nuevo en el censo de 1920. En 1872, el pardo era 38,3% de la población, los blancos 38,1% y los negros el 19,7%. En 1940, la población parda se había reducido al 21,2%, la negra al 14,6% y la blanca aumentó al 63,8%.
Este proceso de blanqueamiento tiene varias explicaciones. Primero, la gran inmigración traía millones de europeos a Brasil en las décadas previas. Las tasas de reproducción de los no blancos eran menores que la de los blancos. El mestizaje aumentó, generando una prole de piel más clara. Y, por fin, muchas personas que, en los censos anteriores, se clasificaban como negros migraron a la categoría parda, así como muchos que se decían pardos lo hicieron a la categoría blanca. Este fenómeno estaba asociado al ascenso social de personas de piel más oscura que fueron migrando a las categorías más claras de color, ya que en Brasil la clase social interfiere en la clasificación racial.
El demógrafo Giorgio Mortara calculó que, del censo de 1872 al de 1940, 59 mil brasileños anualmente "pasaron" de la categoría parda a la blanca. Así, en el censo de 1940, al menos 4 millones de personas clasificadas como blancas habían sido clasificadas como pardas en los censos anteriores o descendían de éstas.
Por otro lado, del censo de 1950 al de 1991, la población blanca cayó constantemente y la parda creció. En 1950, los pardos eran el 29,5% pero, en 1991, el 42,4%. Los blancos, por otro lado, disminuyeron del 61,7% al 51,6% y los negros del 11% al 5%. Las tasas de fecundidad y mortalidad no son suficientes para explicar esta brusca alteración. Lo que hubo en ese período fue una gran emigración de negros a la categoría parda. De las personas de 14 a 19 años de edad que en 1950 se clasificaron como negras, cerca del 38% se reclasificaron como pardas o blancas en el censo de 1980. Era el ideal del «blanqueamiento», con raíces en el período colonial, en el imaginario brasileño.
Entre 1991 y 2000, los pardos decrecieron del 42,4% al 38,5%. En 2010, aumentaron al 43,1%. El continuo crecimiento de la población parda durante el siglo XX es descrito por algunos como el fenómeno de la pardización de Brasil. Para el Instituto Brasileño de Geografía y Estadística, el crecimiento de las personas que dicen que son de color pardo o negro refleja la «revalorización de la identidad de los grupos étnicos históricamente discriminados.»
Sin embargo, en la Encuesta Nacional de Muestra por Domicilio de 2011, la tendencia histórica se alteró: únicamente la población negra fue la que aumentó, entre 2009 y 2011 creció del 6,9% al 8,2%, mientras que la población parda y blanca disminuyó en este período.
| Perfil genético de algunas personalidades brasileñas europea (UE), africana (AF) y amerindia (AM) – % | Perfil genético de algunas personalidades brasileñas europea (UE), africana (AF) y amerindia (AM) – % | Perfil genético de algunas personalidades brasileñas europea (UE), africana (AF) y amerindia (AM) – % | Perfil genético de algunas personalidades brasileñas europea (UE), africana (AF) y amerindia (AM) – % |
| Nombre                                                                                                | UE.                                                                                                   | AF | AM |
| --- | --- | --- | --- |
| Daiane dos Santos                                                                                     | 40,8                                                                                                  | 39,7                                                                                                  | 19,5                                                                                                  |
| Djavan                                                                                                | 65 | 30,1                                                                                                  | 4,9                                                                                                   |
| Frei David dos Santos                                                                                 | 30,8                                                                                                  | 68,2                                                                                                  | 1,0                                                                                                   |
| Ildi Silva                                                                                            | 71,3                                                                                                  | 19,5                                                                                                  | 9,3                                                                                                   |
| Luiza Brunet                                                                                          | 80 | 4,5                                                                                                   | 15,5                                                                                                  |
| Marcos Palmeira                                                                                       | 93 | 1,5                                                                                                   | 5,5                                                                                                   |
| Milton Nascimento                                                                                     | 0,4                                                                                                   | 99,3                                                                                                  | 0,3                                                                                                   |
| Neguinho da Beija-Flor                                                                                | 67,1                                                                                                  | 31,5                                                                                                  | 1,4                                                                                                   |
| Sandra de Sá                                                                                          | 2,1                                                                                                   | 96,7                                                                                                  | 1,1                                                                                                   |
| Seu Jorge                                                                                             | 2,9                                                                                                   | 85,1                                                                                                  | 2,0                                                                                                   |
| Zeca Camargo                                                                                          | 96,5                                                                                                  | 0,9                                                                                                   | 2,6                                                                                                   |

#### Pardos como negros: la metodología del IBGE y críticas
En los últimos años, el Instituto Brasileño de Geografía y Estadística (IBGE), en su análisis de los indicadores socioeconómicos, ha sido la adición de las categorías de los pardos y negros en una sola denominada negro. De acuerdo a una fuente, esta forma de clasificar al brasileño no está relacionada con cuestiones de raza, cultura, color, genética o antropológica, sino únicamente a la evaluación de las «condiciones de vida» de los brasileños. La explicación dada por el IBGE para esto es que los indicadores de condición de vida de los pardos y de los negros son parecidos y que el origen de la palabra negro hace que pueda ser usada en otros contextos y no únicamente cuando se trata de poblaciones africanas.
Sin embargo, esta decisión ha causado muchas polémicas, pues no es un consenso general en la sociedad brasileña. Los brasileños, generalmente, utilizan los más variados «términos raciales» para denominarse unos a otros desde una perspectiva multirracial. Entre los brasileños, la «raza» de un individuo se basa más en la apariencia y algunos criterios subjetivos que propiamente en la ancestralidad. Esto genera, obviamente, equívocos y ambigüedades, pero es un rasgo de la cultura brasileña que no puede ser ignorado. Los engaños causados por el desconocimiento de esta nueva metodología del IBGE son grandes, siendo cometidos hasta por diarios y políticos.
Esta metodología de considerar todos los pardos como negros que ha sido adoptada por el IBGE, también es criticada por algunos estudiosos. Para el sociólogo Demetrio Magnoli, los pardos es un grupo mestizo, que no se ve bien como blanco ni como negro, sino como un grupo separado. El genetista de la Universidad Federal de Minas Gerais Sergio Pena muestra a través de estudios genéticos, que en Brasil, existen pardos y negros, que tienen ascendencia  predominantemente europea, mientras que otros tienen ascendencia indígena, no teniendo sentido que todos sean clasificados bajo la misma categoría de negros. Por su parte, el politólogo y el historiador José Murilo de Carvalho clasifica esta metodología como «genocidio racial estadística», ya que la categoría de pardo siempre ha incluido muchos brasileños mestizos de indios, que prevalecen en los estados del Norte, y que están siendo excluidos de las estadísticas con esta nueva metodología. Según Murillo de Carvalho esa metodología de dividir a la población brasileña solamente entre blancos y negros, pasó a ser adoptada por el IBGE, después  de la campaña «liderada por activistas del movimiento negro, sociólogos, economistas, demógrafos, organizaciones no gubernamentales,órganos federales de investigación», en un intento de copiar el modelo de clasificación racial norteamericano hacia la realidad brasileña.

##### Metodología de las consecuencias

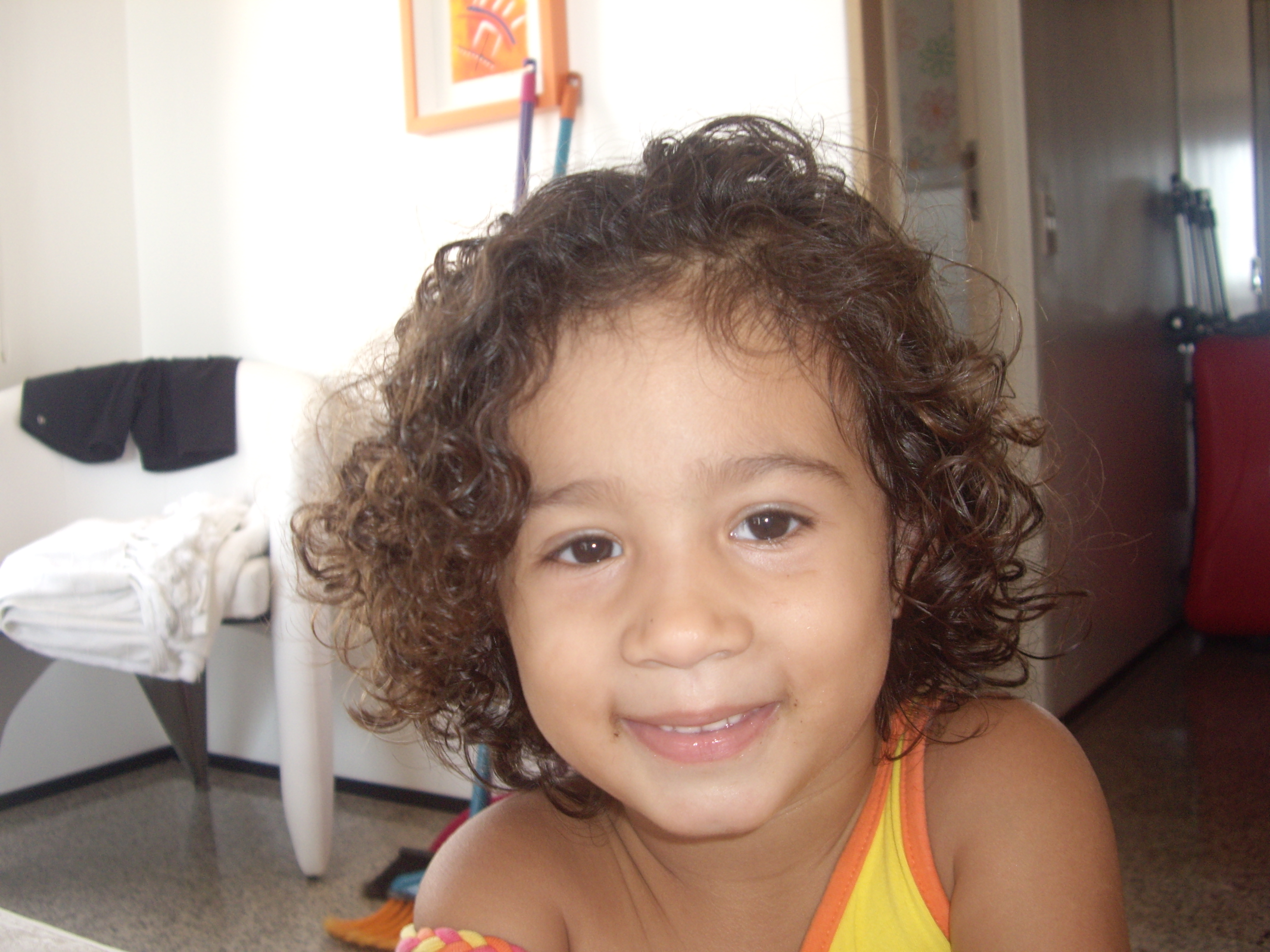
Niña parda brasileña.

Una consecuencia de esta nueva metodología que reúne pardos y negros como negros es que en la ley n.º 12.990/2014, que reserva el 20% de las vacantes en los concursos públicos federales para candidatos "negros", los pardos, juntos a los negros, están explícitamente siendo contados como negros y, por lo tanto, haciendo justicia para concurrir a las vacantes reservadas para los negros. Aunque el texto de la ley habla que únicamente basta con la auto-declaración del candidato como negro o pardo para competir por las vacantes, se supone que hayan ocurrido en fraude en las auto-declaraciones, en una instrucción del Ministerio de Planificación y Gestión (MOP) de 2016 estableció que todos los candidatos cotizantes, en concursos de ámbito federal, deberán ser sometidos a una comisión, con objeto de averiguar sus aspectos físicos, —«aspectos fenotípicos del candidato, que será obligatoriamente comprobados con la presencia del candidato»—. Sin duda, esto plantea controversias, como ocurrió en el contrato en 2016 para el Ministerio de Relaciones Exteriores, donde los diplomáticos entrevistados por Folha de S. Paulo, afirmaron que los candidatos clasificados como pardos fueron eliminados del concurso por la comisión de verificadora.
Otra consecuencia es el posible uso de la suma de negros y pardos como negros para producir estadísticas engañosas. Según la jurista Roberta Kaufmann, existe una «grotesca manipulación de los índices relacionados con los negros». La mayoría de la población brasileña es negra, pero excluyen a los pardos cuando afirman, por ejemplo, que sólo hay un 3% de negros en las universidades brasileñas. El escritor Leandro Narloch llama a esta estrategia de «pardo Schrödinger», que ocurre cuando cualquiera de los pardos se cuentan unas veces como negros y otras no, un hecho que produce datos estadísticos en conflicto, como en comparación con el número de internos o víctimas de homicidios. Por ejemplo, cuando blancos, negros y pardos se cuentan por separado, se encuentra que la mayoría de los presos en Brasil son «pardos» (43,7%),  los blancos (35,7%), y de color negro una minoría (17% ); a su vez, cuando los negros y los pardos se cuentan juntos, son una mayoría los presos «negros».

### Reinterpretaciones del concepto
El concepto de mestizaje en sí no contiene ningún sentido político. Pero, actualmente, hay grupos que entienden que este concepto debe ser reinterpretado, aunque reconocen que el mestizaje es un rasgo marcante de la sociedad brasileña.
A partir de la década de 1990, los movimientos sociales  de cuño racial comenzaron a tener mayor visibilidad sociopolítica. Algunos de estos grupos adoptaron una retórica bi-racial, alegando una única etiqueta para no - blancos en un esquema similar al de Estados Unidos. Las alegaciones de estos grupos son que los indicadores socioeconómicos entre los no blancos son bastante similares, y que una categoría única facilitaría la implementación de políticas públicas de inclusión social. Refuta la idea de «pureza racial» y dice que el término «negro» se referiría a una clase social, y no precisamente una «raza» de la manera convencional. 
Sin embargo, hay grupos que son críticos a esta visión bi-racial de la sociedad, pues alegan que hay un porcentaje significativo de blancos pobres que no serán beneficiados por políticas públicas específicas para determinadas razas. Además, dicen que las personas tienen el derecho a auto declararse en la forma que estimen conveniente, y que la imposición de identidades arbitrarias perjudica el derecho a la libertad de expresión y genera limitaciones innecesarias. El movimiento de mestizos, a su vez, se oponen a la inclusión de los pardos en la categoría negra por entender que pardo se refiere a la identidad mestiza y que ésta es distinta de aquellas que les dieron origen.

### El término moreno
En Brasil, el término moreno es el más usado cuando la gente clasifica su color de piel. De acuerdo con la investigación Datafolha 1995, 43% de los brasileños clasificaron espontáneamente su color como moreno y sus variantes ( "moreno claro" y "moreno oscuro"). El término pardo, aprobado oficialmente por el IBGE, fue utilizado por apenas el 6% de los encuestados.
El término moreno además de en Brasil, también es muy utilizado en otros países de América Latina para designar el color de la piel de las personas..

## Historia

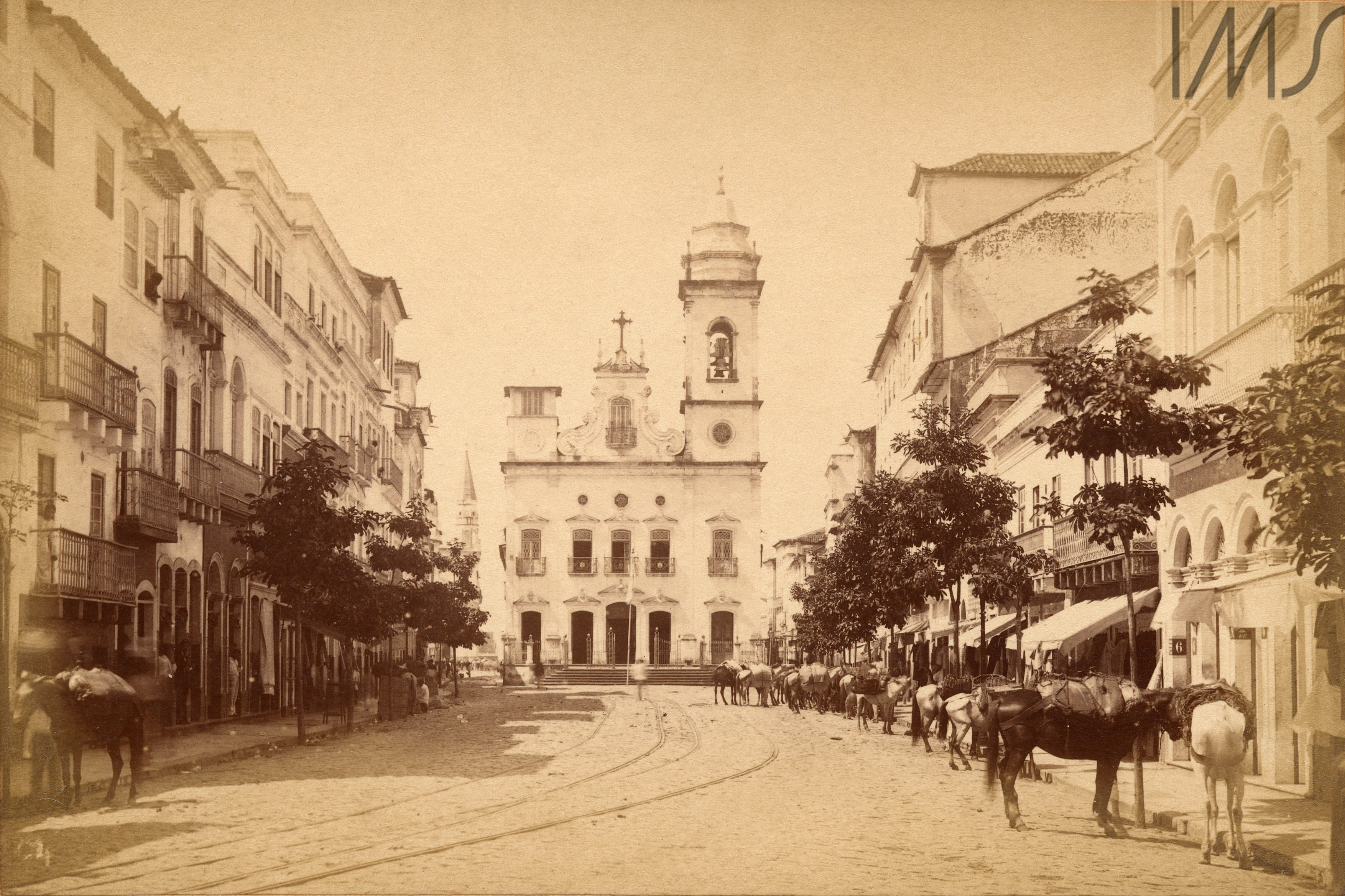
Iglesia de Nuestra Señora de la Liberación de los hombres pardos, en Recife (c. 1880).

Una característica de la colonización portuguesa es que era predominantemente masculina. La inmigración portuguesa a Brasil en los siglos XVI y XVII estaba compuesta casi exclusivamente por hombres. Dada esta ausencia de las mujeres blancas disponibles para el matrimonio, resultó ser inevitable que el colono portugués tomara como amante una mujer de origen africano o indígena, lo que explica la gran cantidad de color pardo presente en la población brasileña actual.
En ciertas regiones de Brasil, hubo predominio de la mezcla de razas entre los europeos, los africanos y los indios; en otras regiones predominó el mestizaje entre los europeos y los nativos; en otras regiones, hubo predominio de mestizaje entre europeos y africanos, y esta última forma de la mezcla de razas está considerada por la mayoría, como lo que ocurrió con más frecuencia.
Los pardos pueden tener los más variados perfiles fenotipos (apariencia) y comportamientos. En rigor, lo que caracteriza a un pardo es, para algunos autores, simplemente, su mestizaje. No hay sentido de pertenencia étnica entre los miembros de este segmento y por lo general los pardos se perciben como más "brasileños" que como "mestizos", pero la existencia de movimientos propios organizados muestra que algunos miembros de este segmento tienen sentido de pertenencia a una identidad étnica distinta.

### Estudios genéticos
Estudios genéticos muestran que los pardos brasileños tienen ancestros europeos, africanos e indígenas. De acuerdo con un estudio genético de 2014, los brasileños que se clasificaron como pardos presentaron 64,7% de ancestros europeos, 25,3% africanos y 10% indígenas. Por su parte, los que dijeron ser blancos tuvieron 84,6% de europeos, 9,7% africanos y 5,6% indígenas y los negros el 53,6% africanos, 38,1% europeos y 8,3% indígenas. En general, los brasileños, sean pardos, blancos o negros, presentan los tres ancestros (europeo, africano e indígena), variando apenas el grado. Además, los pardos tienen más de los europeos que africano o indígenas.

### Legislación multirracial
Nunca hubo en Brasil leyes que prohibiesen matrimonios mixtos, el mestizaje o instituir entre los brasileños segregación racial institucionalizada. Además nunca se ha implementado en Brasil la llamada regla de una gota, un tipo de regla que estaba en vigor en los Estados Unidos para ser considerado inconstitucional por la Corte Suprema, y esta regla considera todo lo que tenía "sangre negra" como negros —es decir, que tuvieran cualquier ascendiente negro, por más remoto que fuese— sin que esas personas tuvieran la posibilidad de autoidentificarse o no como negros.
De acuerdo con la Constitución republicana de 1891:
Art. 72 La Constitución asegura a los brasileños y a los extranjeros residentes en el país la inviolabilidad de los derechos concernientes a la libertad, a la seguridad individual y a la propiedad, en los siguientes términos:
1. - Nadie puede ser obligado a hacer o dejar de hacer algo más que en virtud de ley.
2. - Todos son iguales ante la ley.

La República no admite privilegios de nacimiento, desconoce foros de nobleza y extingue las órdenes honoríficas existentes y todas sus prerrogativas y regalías, así como los títulos nobiliárquicos y de consejo.
El Estado Republicano brasileño siempre reconoció formalmente la igualdad entre sus ciudadanos.

## Demografía

### Por región
Regiones de Brasil por porcentaje de personas de raza mixta, de acuerdo a datos de 2009:
1. Región Norte - 71,2%
2. Región Noreste - 62,7%
3. Medio Oeste región - 50,6%
4. Región Sudeste - 34,6%
5. Región Sur - 17,3%

### Por estado

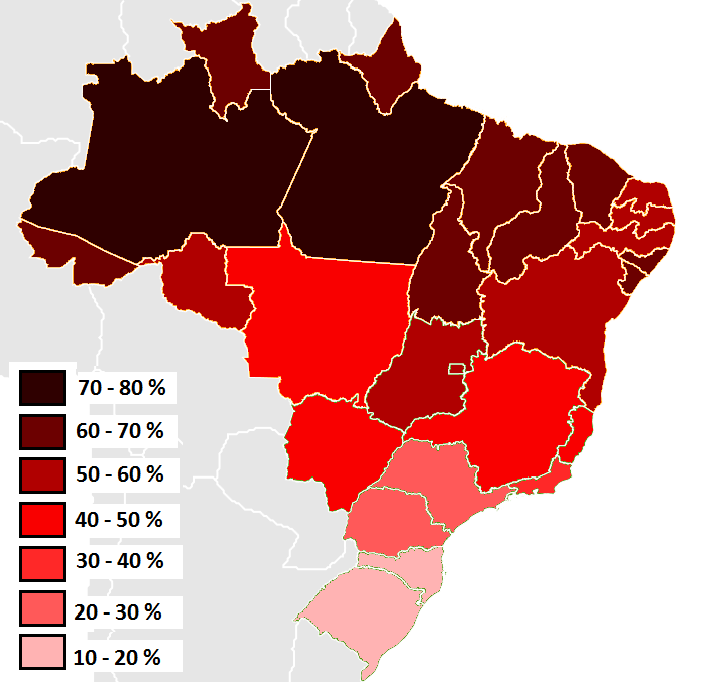
Estados de acuerdo con el porcentaje de pardos en el 2009.

De acuerdo con cifras dadas a conocer por el Instituto Brasileño de Geografía y Estadística en 2009,  de los diez estados brasileños con la mayor población de color marrón, cinco estaban en la región del Norte y cinco en el noreste:
1. Amazonas – 77,2%
2. Pará – 72,6%
3. Piauí – 69,9%
4. Tocantins – 68,8%
5. Maranhão – 68,6%
6. Alagoas – 67,7%
7. Acre – 67,7%
8. Sergipe – 67,1%
9. Amapá – 66,9%
10. Ceará – 66,1%

Entre 2000 y 2010, los estados de Goiás , Minas Gerais y Espírito Santo, junto con el Distrito Federal se trasladaron al grupo de estados mayoritariamente no blancos, de los cuales es muy probable que los pardos sean la nueva mayoría si las tendencias continúan mientras realizan el mayor grupo no blanco en todos los estados brasileños. El siguiente en ser mayoría minoritaria es probablemente Mato Grosso do Sul (51.78% blanco), seguido de Río de Janeiro (54.25% blanco). Los cuatro estados más meridionales eran todos > 70% blancos en el siglo XX, sin embargo, en el último censo de 2010 São Paulo resultó ser casi exactamente 70.0% blanco, y de acuerdo con las tendencias demográficas contemporáneas, es probable que ahora sea menos del 70%.
Cabe señalar que la autoidentificación y la ascendencia no se correlacionan bien en Brasil. Un estado pardo predominantemente autoidentificado como Goiás resultó ser mayoritariamente europeo en ascendencia según un estudio autosómico de la UnB realizado en el 2008. Según ese estudio, la composición ancestral de Goiás es 83,70% europea, 13,30. % africana y 3,0% nativo americano.
En Fortaleza (Ceará), por ejemplo, tanto los blancos como los pardos mostraron una composición ancestral similar, según un estudio autosómico de 2011: se descubrió un grado predominante de ascendencia europea (> 70%), con contribuciones minoritarias pero importantes africanas y amerindias.

### Por municipios
De acuerdo a datos del censo 2000 del Instituto Brasileño de Geografía y Estadística, de los diez municipios con la mayor población de color pardo, ocho estaban en el noreste y dos en la Región norte:
1. Nossa Senhora das Dores (Sergipe) - 98.16%
2. Santo Inácio do Piauí - 96,90%
3. Boa Vista do Ramos - 92.40%
4. Belagua  - 90,85%
5. Itacuruba - 90,05%
6. Monte Alegre de Sergipe - 90.03%
7. Pracuúba - 89,99%
8. Ipubi - 89,93%
9. Floresta do Piauí - 89.37%
10. Pinhão - 87,51%

## Personajes famosos pardos brasileños

### Políticos
Los pardos ha tenido un impacto menor en la política brasileña dominada en gran medida por los blancos. Nilo Peçanha, quien fue discutiblemente el único presidente mulato de Brasil. El expresidente Fernando Henrique Cardoso también tenía algunos ancestros africanos y se describió a sí mismo como «levemente mulato» y supuestamente dijo que tenía «un pie en la cocina» —un guiño a la esclavitud doméstica brasileña del siglo XIX—.
Desde el final de la dictadura militar, la participación política de los pardos ha aumentado. La exsenadora Marina Silva es descendiente de ancestros portugueses y negros africanos en sus líneas materna y paterna.

### Arte y ocio
Muchos nombres importantes de la literatura brasileña son o han sido pardos. Machado de Assis, generalmente considerado el escritor de ficción brasileño más importante, era pardo. João Ubaldo Ribeiro, novelista y cuentista; João do Rio, periodista; Paulo Leminski, poeta. Otros artistas notables incluyen al padre José Maurício Nunes García (director y compositor barroco), o Aleijadinho (destacado escultor y arquitecto), que alcanzaron gran prestigio como artistas, al igual que el poeta simbolista de refinada inspiración, Lima Barreto, novelista, maestro de sátira y sarcasmo, pionero de la crítica social.
Sin embargo, en la música popular, el talento de los pardos —junto con los afrobrasileños, un grupo aún más desposeído— encontró el terreno más fértil para su desarrollo. Algunos de los ejemplos incluyen Pixinguinha, Chiquinha Gonzaga y Lupicínio Rodrigues.
Otro campo donde los pardos se han destacado es el fútbol: Ronaldo, conocido popularmente como «el fenómeno», es considerado por los expertos y aficionados como uno de los mejores jugadores de fútbol de todos los tiempos, Arthur Friedenreich, Ademir da Guia, Romário, Rivaldo, Neymar son conocidos nombres históricos del fútbol brasileño. 
Atletas importantes en otros deportes incluyen Serginho (voleibol), Thiago Monteiro y Teliana Pereira (tenis), Felipe Lima y Guilherme Costa (natación), Thiago Braz y Joaquim Cruz (atletismo), Yamaguchi Falcão y Esquiva Falcão (boxeo), Rayssa Leal (skateboard), etc.

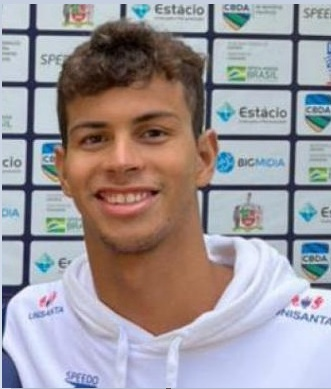
Guilherme Costa
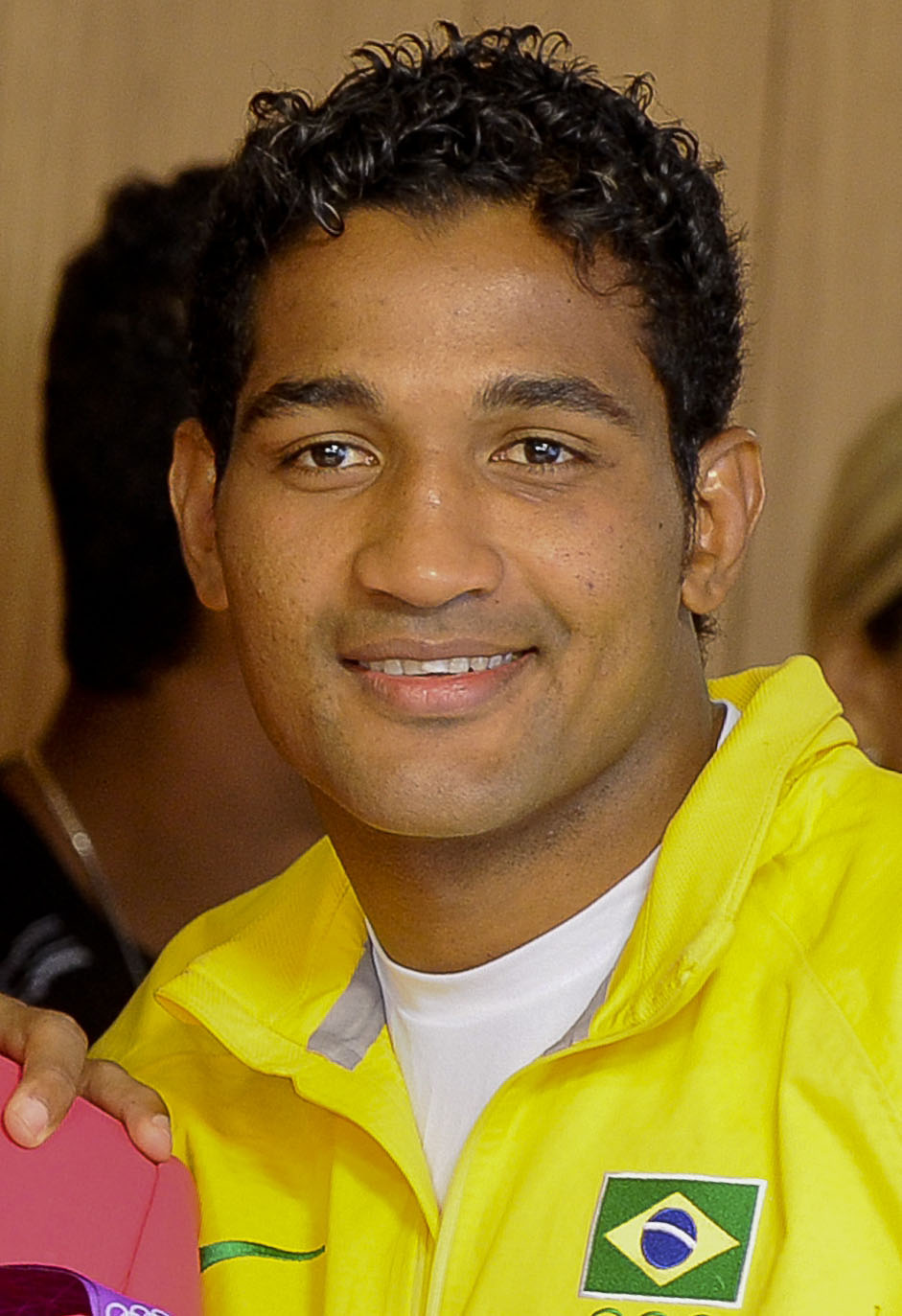
Yamaguchi Falcão
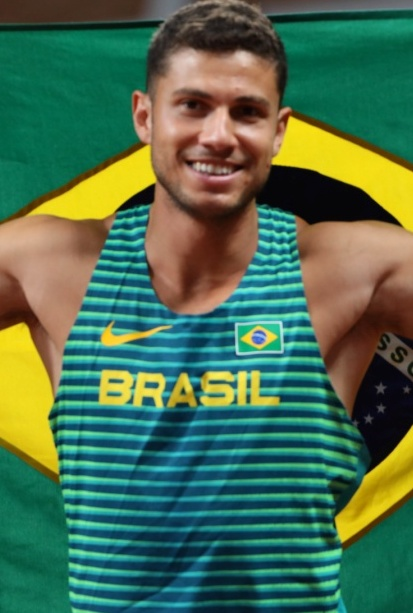
Thiago Braz
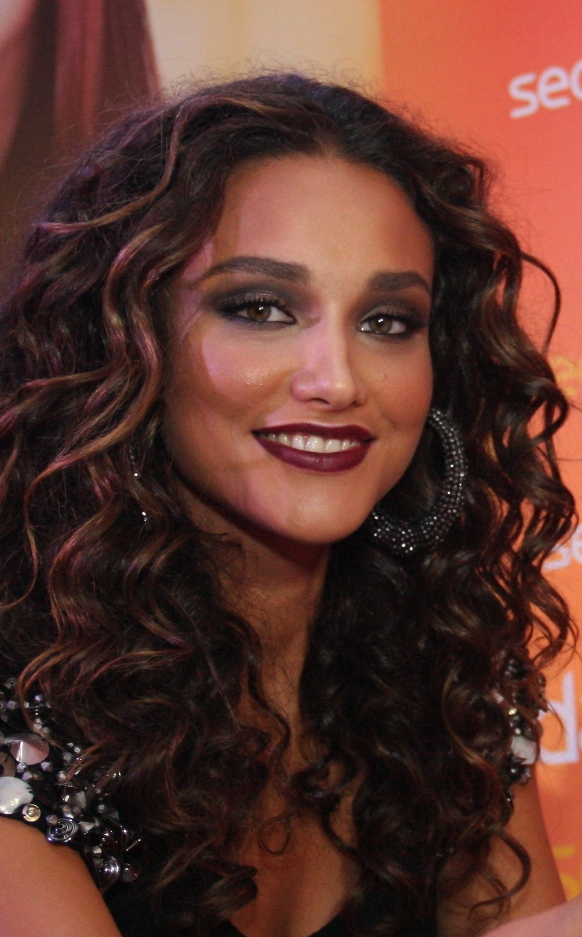
Débora Nascimento
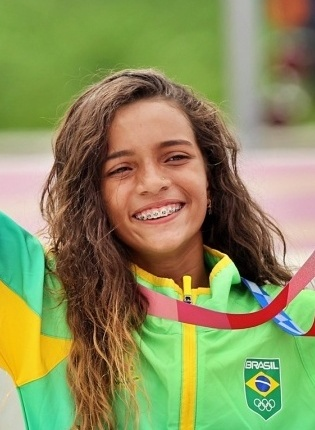
Rayssa Leal
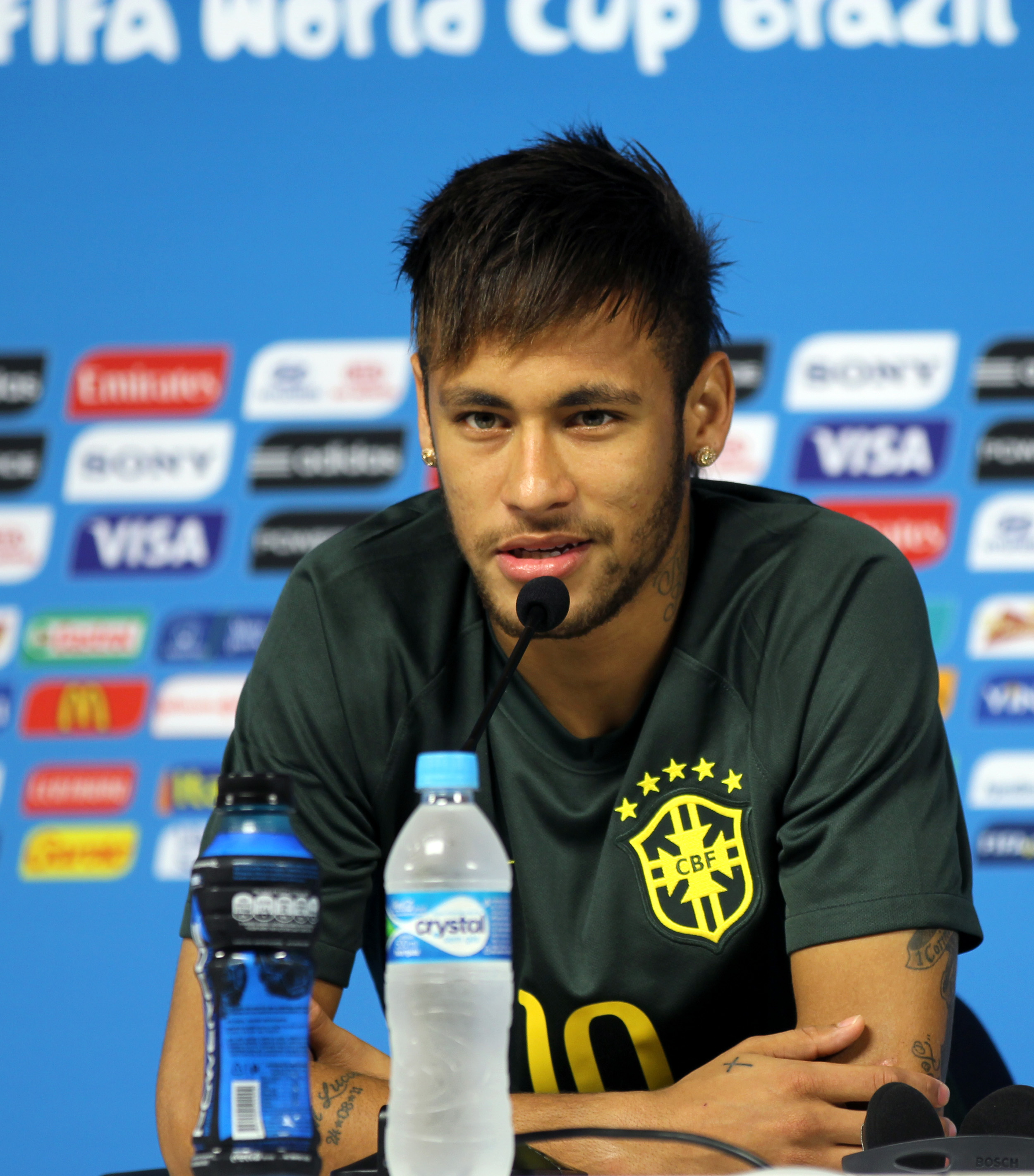
Neymar
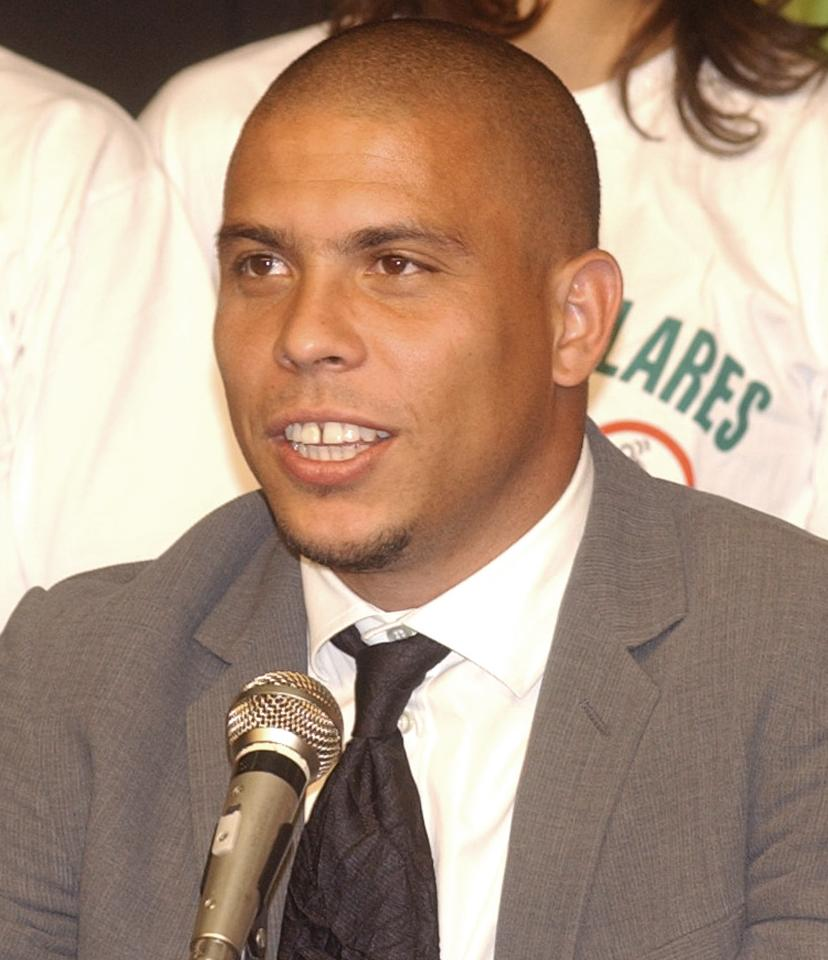
Ronaldo
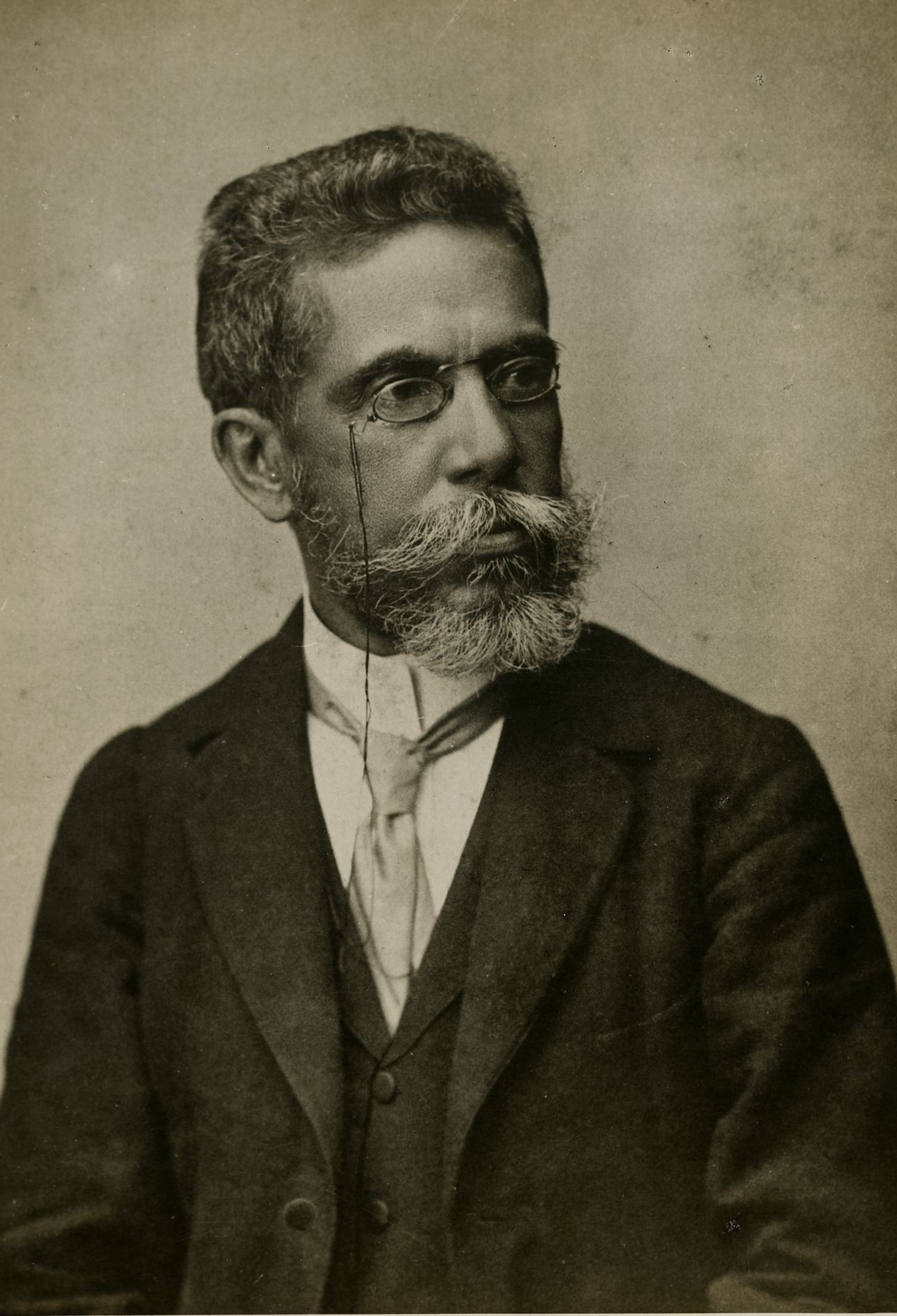
Machado de Assis
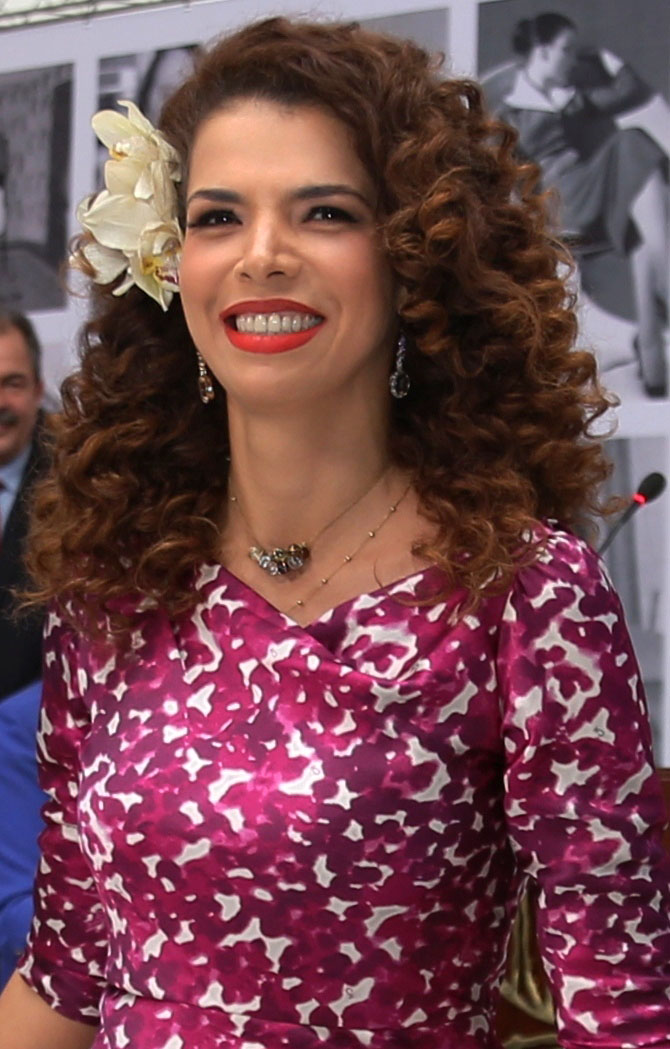
Vanessa da Mata
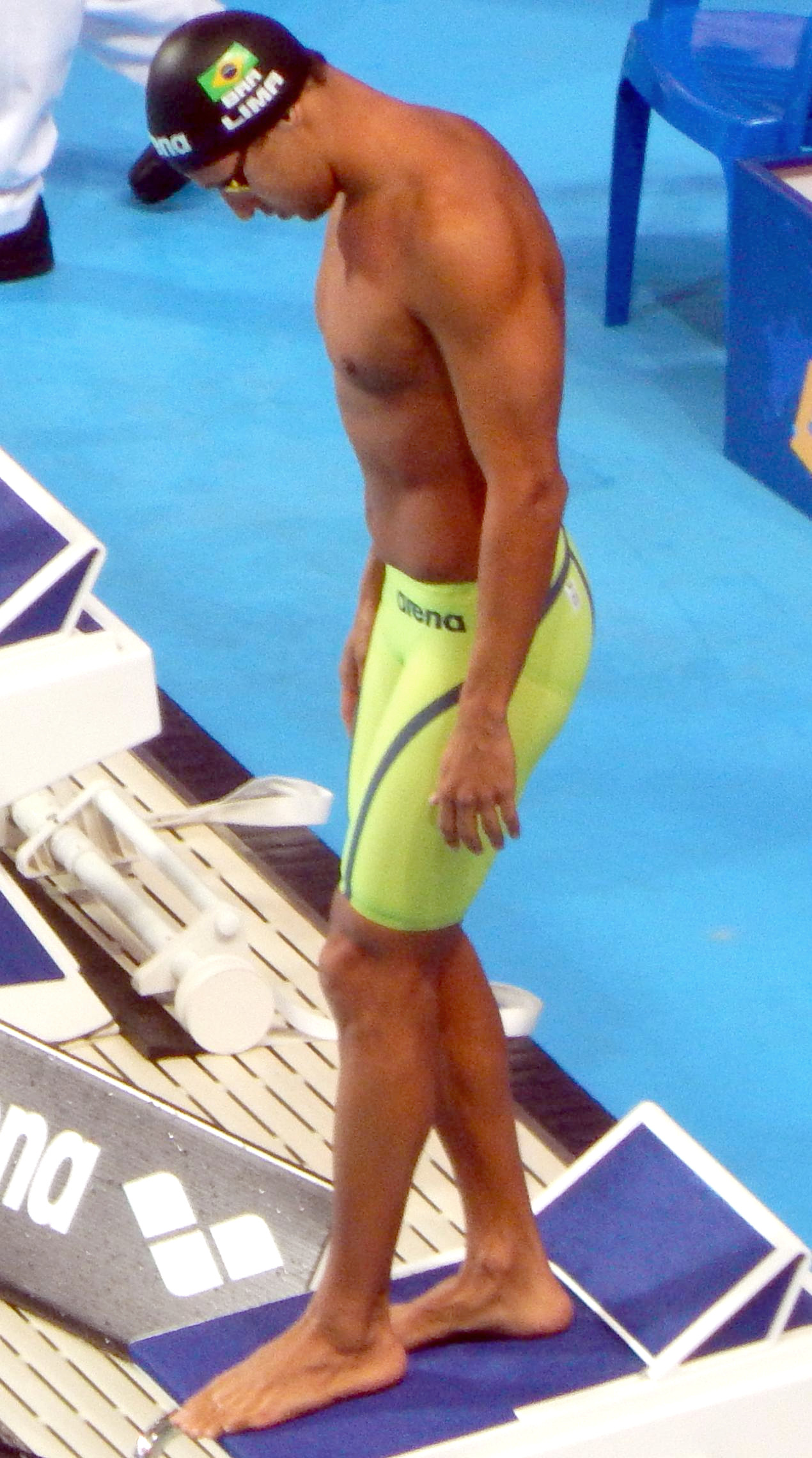
Felipe Lima
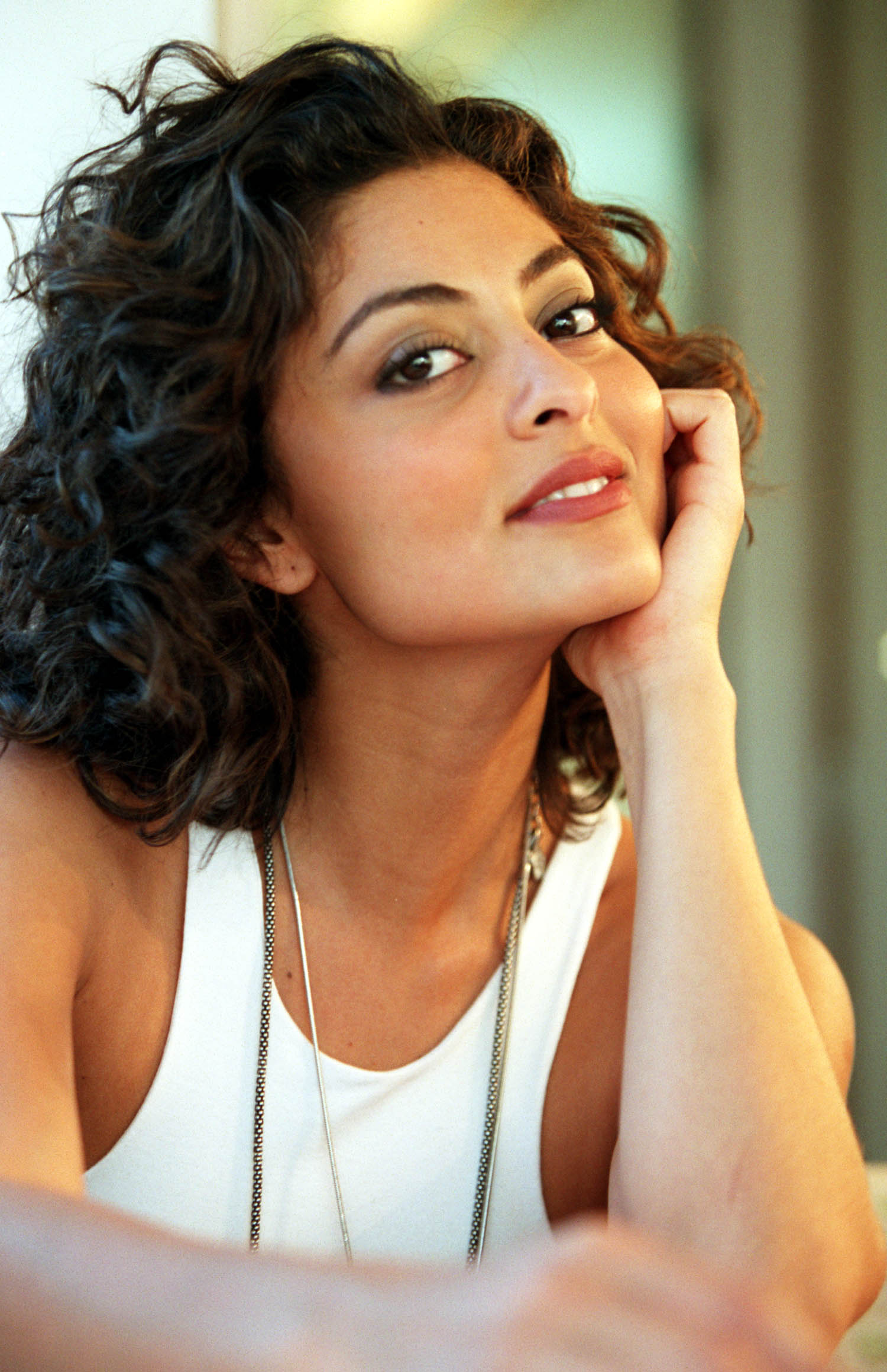
Juliana Paes